# Nagore Robles
Pour les articles homonymes, voir Robles.
Nagore Robles, née le 10 février 1983 à Basauri dans le Pays basque espagnol, est une personnalité de talk-show et de téléréalité espagnole.

## Biographie
Nagore Robles s'est fait connaître en 2009 en participant à l'émission télévisée Gran hermano (es) 11.

### Vie privée
En 2011, elle officialise sa relation avec la fille d'Ángel Cristo (es) et Bárbara Rey, Sofía Cristo,.
Depuis 2016, elle est en couple avec la journaliste et présentatrice de télévision Sandra Barneda.

## Talk-show et téléréalité
- 2009 : Gran hermano (es) 11 (22 épisodes)
- 2011 : Acorralados (16 épisodes)
- 2013 : Campamento de verano (es) (1 épisode)
- 2010-2013 : De buena ley (es) (20 épisodes)
- 2010-2013 : El programa de Ana Rosa (es) (11 épisodes)
- 2014-2016 : Hable con ellas en Telecinco (es) (8 épisodes)
- 2013-2017 : Mujeres y hombres y viceversa (14 épisodes)
- 2017 : Me lo dices o me lo cantas (es) (1 épisode)